# Everest

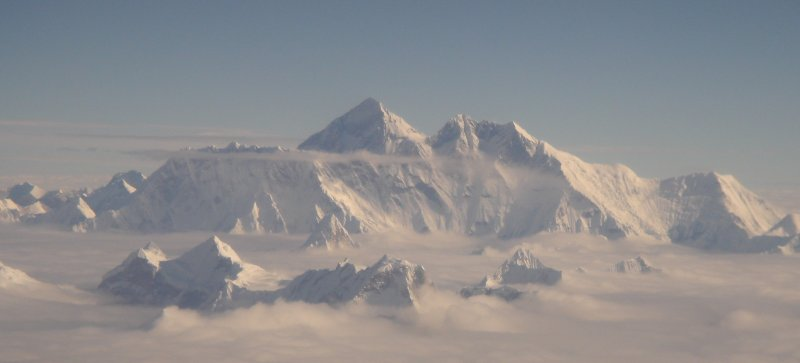
Quang cảnh không gian núi Everest nhìn từ phương nam

Đỉnh Everest (tên khác: đỉnh Chomolungma) nằm trong khối núi Mahalangur Himal thuộc dãy Himalaya, là đỉnh núi cao nhất trên Trái Đất so với mực nước biển, tính đến thời điểm hiện tại là 8848,86 mét, nó đã giảm độ cao 2,4 cm sau trận động đất tại Nepal ngày 25/04/2015 và đã dịch chuyển 3 cm về phía tây nam. Đường biên giới giữa Nepal và Trung Quốc (Tây Tạng) chạy qua đỉnh Everest.
Độ cao chính thức hiện tại là 8.848,86 m (29.032 ft), được Trung Quốc và Nepal công nhận, được thiết lập bởi một cuộc khảo sát của Ấn Độ năm 1955 và được xác nhận bởi một cuộc khảo sát năm 1975 của Trung Quốc.
Năm 1865, Everest được Hiệp hội Địa lý Hoàng gia đặt tên tiếng Anh chính thức của nó, theo đề nghị của Andrew Waugh, Tổng giám sát viên Anh của Ấn Độ, người đã chọn tên của người tiền nhiệm của mình trong bài đăng, Ngài George Everest, bất chấp sự phản đối của Everest.

## Tên gọi

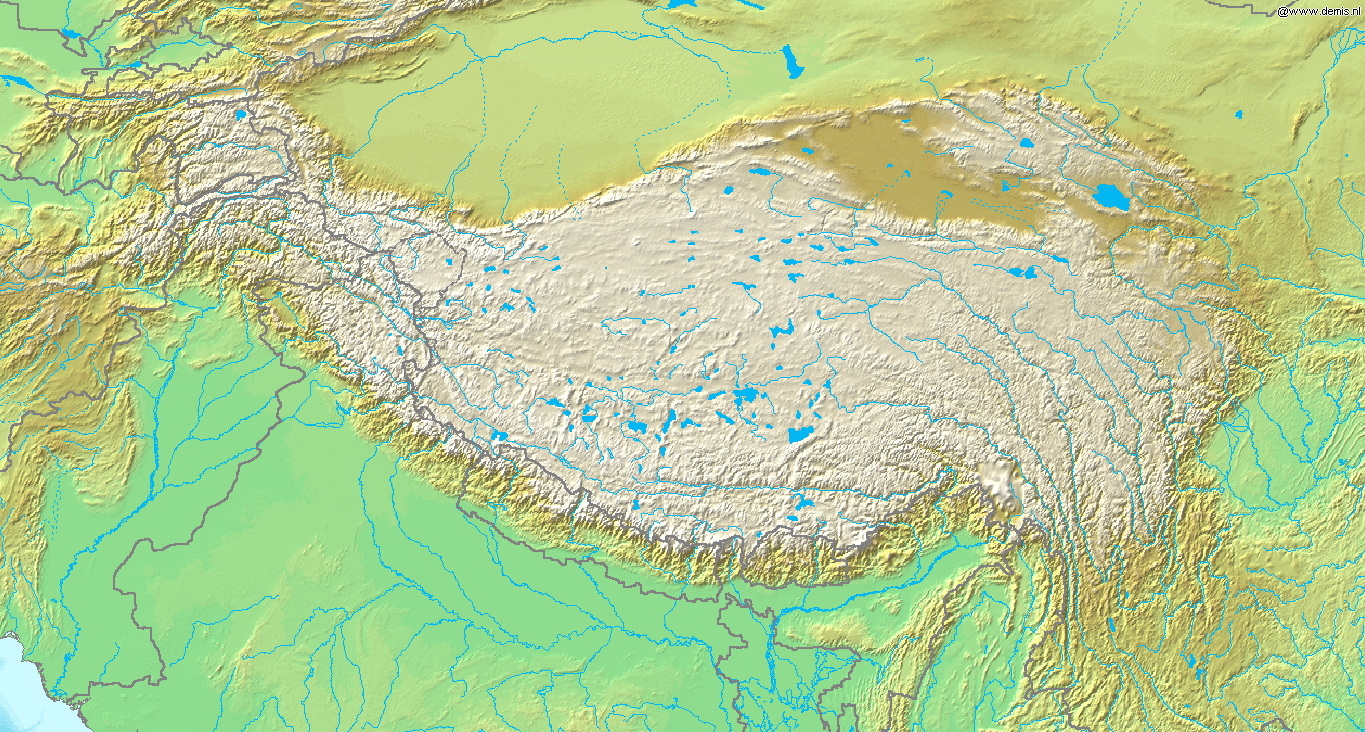
Bản đồ dãy Himalaya

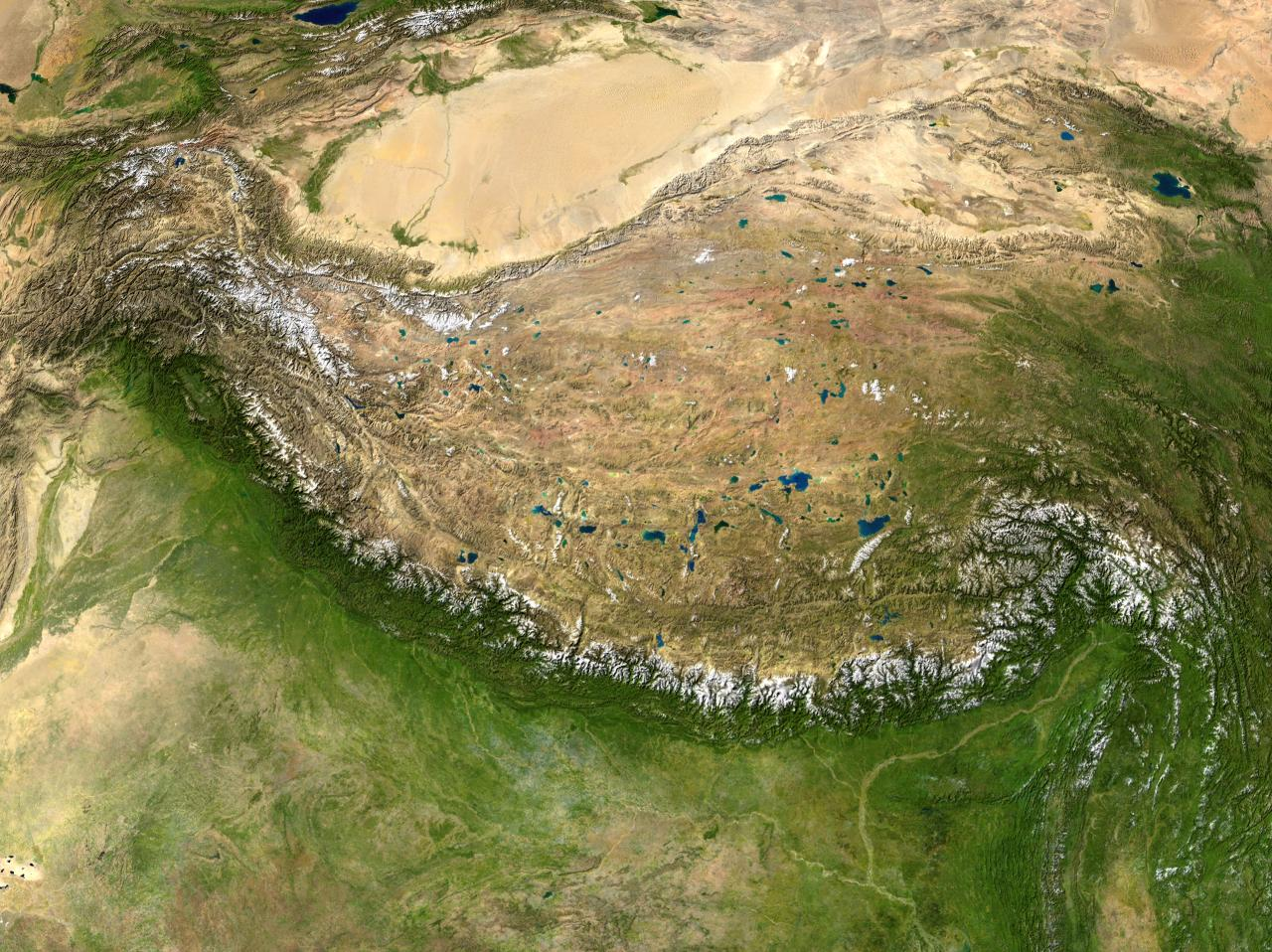
Dãy Himalaya

Tại Nepal, nó mang tên Sagarmatha (tiếng Phạn: सगरमस्तका sagaramastakā, "trán trời"). Trong tiếng Tây Tạng, nó được gọi Chomolangma (ཇོ་མོ་ཀླུངས་མ་ jo mo klungs ma, nghĩa là "Thánh mẫu của vũ trụ"). Trong tiếng Trung Quốc, nó có tên phiên âm từ tiếng Tây Tạng là Châu Mục Lãng Mã Phong (珠穆朗瑪峰),(phiên âm:Zhūmùlǎngmǎ fēng) hoặc được dịch nghĩa là Thánh Mẫu Phong (聖母峰),(phiên âm:Shèngmǔ fēng) "đỉnh núi của Thánh mẫu".
Ngọn núi này được đặt tên tiếng Anh bởi Andrew Scott Waugh, tổng trưởng quan trắc của Ấn Độ người Anh. Với cả Nepal và Tây Tạng đóng cửa với người nước ngoài, ông viết:
| “                     | ...Tôi được dạy bởi quan cấp trên và là người tiền nhiệm đáng kính của tôi, Đại tá, Ngài George Everest là đặt cho mỗi đối tượng địa lý bằng tên địa phương hay là tên riêng dùng trong thổ ngữ xứ đó. Nhưng đây là một ngọn núi, có lẽ là ngọn núi cao nhất trên thế giới, không có một tên địa phương nào mà chúng tôi biết đến, mà nếu như tên nào trong tiếng địa phương được biết đến, thì cũng không biết là đến khi nào mới chắc chắn trước khi chúng tôi được cho phép đi xuyên qua Nepal... Tạm thời tôi xin mạn phép đặt tên... một cái tên mà sẽ được biết đến giữa các công dân và trở thành một từ thông dụng giữa các quốc gia văn minh. | ” |
| — Andrew Scott Waugh, | |   |

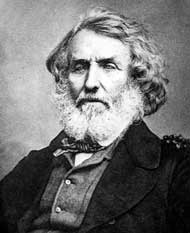
Sir George Everest

Do vậy Waugh đã chọn đặt tên núi theo tên của Sir George Everest, ban đầu sử dụng cách viết Mont Everest, và sau đó là Mount Everest. Tuy nhiên, cách phát âm hiện đại của Everest – IPA: [ˈɛvərɪst] hay là [ˈɛvərɨst] (EV-er-est) – khác với cách phát âm họ của Sir George là [ˈiv;rɪst] (EAVE-rest).
Tên Sagarmatha trong tiếng Nepal được đưa ra trong đầu thập niên 1960 khi nhà nước Nepal nhận ra rằng Đỉnh Everest không có tên trong tiếng Nepal. Điều này xảy ra vì ngọn núi không được biết đến và được đặt tên theo tiếng của một dân tộc thiểu số ở Nepal (vùng thung lũng Kathmandu và khu vực xung quanh). Tên trong tiếng Sherpa/Tây Tạng Chomolangma không được chấp nhận vì nó chống lại ý tưởng thống nhất Nepal.

## Số liệu đo đạc
Radhanath Sikdar, một nhà toán học Ấn Độ và một nhà đo đạc từ Bengal, là người đầu tiên xác định Everest là đỉnh núi cao nhất thế giới vào năm 1852, sử dụng các tính toán lượng giác dựa trên các đo đạc bằng theodolite từ khoảng cách xa 240 km (150 dặm) về phía bên trong Ấn Độ. Trước khi được đo đạc và đặt tên, nó được đặt tên là Đỉnh XV bởi đoàn đo đạc.
Núi Everest cao khoảng 8.848 m (29.029 ft), mặc dù có một số chênh lệch nhỏ trong các lần đo khác nhau. Núi K2 cao thứ nhì với độ cao 8.611 m (28.251 feet).
Điểm sâu nhất ở đại dương là hơn cả chiều cao của Everest: Vực thẳm Challenger, tọa lạc ở Vũng Mariana, sâu đến mức nếu Everest được đặt vào đó thì cần thêm trên 2 km (1,25 dặm) nước bao phủ ở phía trên.
- Đỉnh Everest là đỉnh cao nhất Trái Đất nếu so với mực nước biển, còn nếu so về khoảng cách tới tâm Trái Đất thì núi lửa Chimborazo thuộc dãy Andes ở Ecuador xa hơn (6.382,3 km so với 6.384,4 km); lý do là Trái Đất không phải là một khối cầu hoàn hảo. Trái Đất có hình dáng của một khối phỏng cầu (ellipsoid tròn xoay), hơi lồi ra ở phần xích đạo.
- Nếu so về phần vượt lên so với cao độ chung quanh thì nó thua núi Denali ở Alaska. Denali chỉ cao hơn mực nước biển 6.194 m, nhưng nó vượt hơn bình địa chung quanh (có độ cao so với mực nước biển dao động 300–900 m) là 5.300 đến 5.900 m, trong khi Everest chỉ vượt so với sườn phía nam là 4.200 m đến 5.200 m về phía cao nguyên Tây Tạng.
- Nếu tính từ chân đến đỉnh, đỉnh Mauna Kea ở Hawaii mới là kỷ lục. Tính từ đáy biển đến đỉnh của Mauna Kea là 10.200 m (đỉnh của nó chỉ nhô trên mực nước biển 4.205 m)

## Lộ trình trèo núi

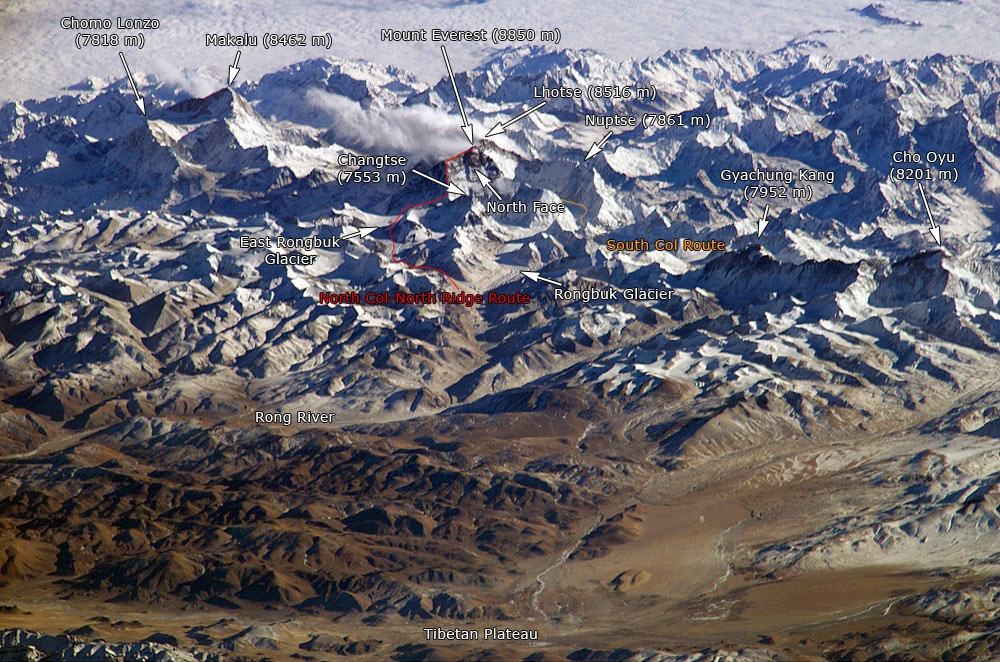
Lộ trình trèo núi bắc nam, nhìn từ ISS

Đỉnh Everest có hai đường leo lên chính, đường leo phía đông nam từ Nepal và đường leo đông bắc từ Tây Tạng, ngoài ra còn 13 đường leo ít thông dụng khác. Trong hai con đường chính, sườn núi phía đông nam dễ hơn về mặt kỹ thuật và do vậy là đường leo được sử dụng thường xuyên hơn. Đây là đường leo lên được sử dụng bởi Edmund Hillary và Tenzing Norgay vào năm 1953. Tuy nhiên quyết định chọn con đường này là do hoàn cảnh chính trị hơn là chủ ý bởi biên giới Tây Tạng đã bị đóng lại đối với người nước ngoài vào năm 1949.
Hầu hết các chuyến leo núi được thực hiện trong tháng 4 hay tháng 5 trước khi mùa mưa (monsoon) trong mùa hè. Một thay đổi trong dòng khí (jet stream) vào thời điểm này trong năm cũng làm giảm tốc độ gió trung bình trên đỉnh núi cao. Trong khi một số cố gắng xảy ra sau mùa monsoon vào tháng 9 và tháng 10, những tuyết dồn thêm vào sau mùa mưa làm việc trèo lên còn khó khăn hơn.

### Dãy phía nam
Đường leo lên qua sườn núi phía đông nam bắt đầu với một con đường mòn tại Trại Nền (Base Camp) ở độ cao 5.380 m (17.600 ft) về phía nam của Everest ở Nepal. Các đoàn thám hiểm thường bay vào Lukla (2.860 m) từ Kathmandu và đi xuyên qua Namche Bazaar. Những nhà leo núi sau đó đi bộ lên Trại Nền, thường mất sáu đến tám ngày, cho phép họ có đủ thời gian để làm quen với khí hậu độ cao và ngăn chặn chứng say độ cao. Các phương tiện leo núi và đồ tiếp tế được chuyên chở bởi yak, dzopkyos và phu khuân vác (Sherpa) lên Trại Nền trên Khumbu Glacier. Khi Hillary và Tenzing leo lên đỉnh Everest vào năm 1953, họ bắt đầu từ thung lũng Kathmandu, bởi vì không có đường nào xa hơn về phía đông vào lúc đó.
Những nhà leo núi sẽ nghỉ lại một vài tuần ở Trại Nền, làm quen với độ cao. Trong suốt thời gian đó, những người Sherpa và một số nhà leo núi trong đoàn thám hiểm sẽ thiết lập dây và thang leo trên thác băng Khumbu hiểm trở. Serac, các kẽ nứt trong băng và các khối băng trượt làm thác băng này là một trong những đoạn nguy hiểm nhất của con đường lên đỉnh. Nhiều nhà leo núi và người Sherpa đã tử nạn ở đoạn này. Để làm giảm bớt nguy hiểm, những nhà leo núi thường bắt đầu leo trước bình minh. Một khi ánh nắng mặt trời chiếu tới thác băng, sự hiểm nguy tăng lên đáng kể. Phía trên thác băng là Trại I (hay Advanced Base Camp - ABC) tại độ cao 6.065 m (19.900 ft).
Từ Trại I, những nhà leo núi tiếp tục leo lên dọc theo Western Cwm để đến nền của mặt Lhotse, nơi Trại II được thiết lập ở độ cao 6.500 m (21.300 ft). Western Cwm là một thung lũng đóng băng tương đối bằng phẳng 
chỉ hơi nâng lên cao, được đánh dấu bằng một kẽ nứt khổng lồ cạnh bên trung tâm làm ngăn đường đi lên trực tiếp lên phần phía trên của Cwm. Những nhà leo núi bắt buộc phải đi băng ngang qua ở phía rìa phải gần nền của Nuptse đến một đoạn đường đèo nhỏ được biết đến như là "góc Nuptse". Western Cwm cũng còn được gọi là "Thung lũng im lặng" bởi vì địa hình của khu vực chắn gió từ con đường leo lên. Với độ cao và một ngày lặng gió, Western Cwm có thể nóng vượt sức chịu đựng của những người leo núi.
Từ Trại II, các nhà leo núi đi lên theo mặt Lhotse trên những sợi dây cố định đến một mỏm nhỏ ở độ cao 7.470 m (24.500 ft). Từ nơi đó, leo thêm 500 mét nữa là đến Trại IV trên South Col ở độ cao 7.920 m (26.000 ft). Từ Trại III đến Trại IV, các nhà leo núi phải đối mặt với thêm hai thử thách nữa: Gót Geneva và Dải Vàng (Yellow Band). Gót Geneva là một sườn đá đen có hình dạng cái đe được đặt tên bởi một đoàn thám hiểm Thụy Sĩ vào năm 1952. Các sợi dây cố định giúp các nhà leo núi trong việc trèo lên dải đá đầy tuyết phủ này. Dải Vàng là một phần của sa thạch trầm tích cũng cần đến 100 m dây để vượt qua nó.
Trên South Col, các nhà leo núi bước vào vùng chết. Những nhà leo núi thường chỉ có tối đa là hai đến ba ngày để họ có thể chịu đựng được độ cao này trước khi trèo lên đỉnh. Thời tiết trong và ít gió là những yếu tố quan trọng trong việc quyết định có nên cố gắng trèo lên đỉnh hay không. Nếu thời tiết không thuận lợi trong vài ngày ngắn ngủi này, những nhà leo núi bắt buộc phải leo xuống, nhiều người quay lại đến Trạm Nền.
Từ Trại IV, những nhà leo núi sẽ bắt đầu cú leo lên đỉnh vào khoảng nửa đêm với hy vọng lên tới đỉnh (vẫn còn thêm 1.000 mét nữa phía trên) trong vòng từ 10 đến 12 giờ. Những nhà leo núi sẽ đến điểm đầu tiên là "The Balcony" ở độ cao 8.400 m (27.700 ft), một thềm nhỏ nơi họ có thể nghỉ ngơi và ngắm nhìn những đỉnh núi về phia nam và phía đông trong ánh sáng sớm của bình minh. Tiếp tục len lên sườn núi, các nhà leo núi sẽ đối diện với một dãy các bậc đá với cấu trúc thường là buộc họ về phía đông vào sâu trong tuyết đến thắt lưng, với nguy hiểm về các vụ sạt lở. Ở độ cao 8.750 m (28.700 ft), một vòm băng tuyết nhỏ cỡ bằng cái bàn đánh dấu Đỉnh phía Nam (South Summit).
Từ Đỉnh phía Nam, các nhà leo núi đi theo một cạnh như lưỡi dao ở sườn đông nam dọc theo vùng được biết đến như "đường Cornice" (Cornice traverse), nơi mà tuyết xen lẫn với đá. Đây là một đoạn trống trải lộ thiên nhất của đường leo, một bước sẩy chân về phía trái sẽ khiến người leo ngã xuống 2.400 m (8.000 ft) ở mặt đông nam, trong khi ngay phía phải là mặt Kangshung cao 3.050 m (10.000 ft). Điểm cuối của con đường này là một thành đá cao 12 m (40 ft) được gọi là "Bậc Hillary" ở độ cao 8.760 m (28.750 ft). Hillary và Tenzing là những nhà leo núi đầu tiên leo lên bậc đá này và họ đã leo lên với những phương tiện thô sơ cho việc trèo lên băng và không có những sợi dây cố định. Ngày nay, những nhà leo núi sẽ leo lên bậc này sử dụng dây cố định sẵn được thiết lập trước bởi những người Sherpa. Một khi đã ở trên bậc, việc leo lên đỉnh tương đối đơn giản với những sườn tuyết không dốc lắm - mặc dù điều kiện lộ thiên trên sườn núi rất khắc nghiệt khi đi qua một vùng tuyết phủ rộng lớn. Sau Bậc Hilary, các nhà leo núi cũng phải đi qua một đoạn đầy đá dễ sụt lở và có một đống dây lớn khá rối rắm trong thời tiết xấu. Những nhà leo núi thường dành tối đa nửa giờ trên "nóc nhà của thế giới" để có đủ thời gian leo xuống Trại IV trước khi trời tối, tránh những vấn để nghiêm trọng khó lường về thời tiết vào buổi chiều, cũng như các bình oxy đã cạn kiệt.

### Dãy phía bắc
Đường lên theo sườn núi phía đông bắc bắt đầu từ phía bắc của Everest ở Tây Tạng. Các đoàn thám hiểm leo lên đến Tảng băng Rongbukr, thiết lập Trại Nền ở độ cao 5.180 m (17.000 ft) trên một mặt bằng đá sỏi ngay bên dưới tảng băng. Để đạt đến Trạm II, các nhà leo núi leo lên dọc theo một đường đất chính giữa phía đông của tảng băng Rongbuk đến nền của Changtse ở độ cao khoảng 6.100 m (20.000 ft). Trại III (ABC) tọa lạc bên dưới North Col ở độ cao 6.500 m (21.300 ft). Để đạt đến Trại IV trên cột phía bắc, các nhà leo núi leo lên theo tảng băng đến chân cột nơi các sợi dây cố định được sử dụng để đạt tới North Col ở độ cao 7.010 m (23.000 ft). Từ North Col, các nhà leo núi leo lên sườn núi đá phía bắc để thiết lập Trại V ở độ cao vào khoảng 7.775 m (25.500 ft). Con đường đi lên mặt phía bắc thông qua một dãy các dốc và cạnh sắc như lưỡi dao vào vùng bằng phẳng hơi dốc xuống trước khi đạt đến địa điểm của Trại VI ở độ cao 8.230 m (27.000 ft). Từ Trại VI, các nhà leo núi sẽ leo lên đoạn cuối cùng. Các nhà leo núi phải vượt qua ba dãy đá gọi là Bậc thứ 1, Bậc thứ 2 và Bậc thứ 3. Một khi đã vượt qua những bậc này, là những dốc cuối cùng (khoảng 50 đến 60 độ) để lên tận đỉnh núi.

## Hành trình lên đỉnh Everest

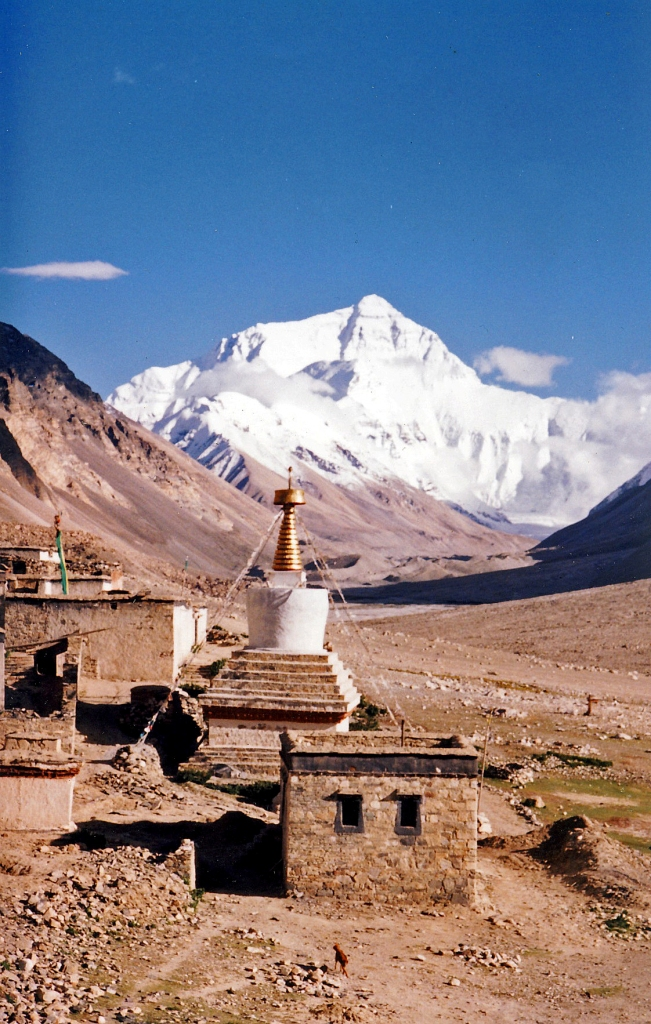
Núi Everest nhìn từ Rongbuk Monastery, Tây Tạng

VÌ Everest là ngọn núi cao nhất thế giới, nó đã thu hút rất nhiều sự chú ý của các nhà leo núi. Không rõ đã có ai đã bắt đầu leo từ thời cổ đại hay không. Đỉnh Everest có thể đã bị chinh phục từ năm 1924, tuy nhiên thông tin này chưa bao giờ được xác nhận, vì không có ai thời điểm đó quay trở về.

### Tổng quan
Lần đầu tiên đỉnh Everest bị chinh phục được ghi nhận vào năm 1953, sau đó đã thu hút nhiều nhà leo núi khác. Dù đã có nhiều cố gắng, chỉ khoảng 200 nhà leo núi lên tới đỉnh cho tới năm 1987. Đỉnh Everest vẫn là một thử thách leo núi khó khăn, ngay cả với những nhà leo núi dày dạn kinh nghiệm cũng như các tổ chức leo núi nổi tiếng. Cho tới năm những năm 1990, chỉ họ mới được leo núi cho tới khi nó được chính thức thương mại hóa.
Cho tới tháng 3.2012, đã có 5656 cuộc chinh phục với 223 người chết. Although lower mountains have longer or steeper climbs, Everest is so high the jet stream can hit it. Trong điều kiện thời tiết xấu, các nhà leo núi có thể đối mặt với gió với vận tốc trên 320 km/h. Vào những thời điểm nhất định trong năm, các luồng gió thổi về hướng bắc, giúp cho ngọn núi yên tĩnh hơn. Ngoài ra, bão tuyết hay lỡ tuyết cũng có thể xảy ra.
Tới năm 2013, The Himalayan Database đã ghi nhận hơn 6871 lần chinh phục đỉnh bởi 4042 nhà leo núi.
Vào năm 1885, Clinton Thomas Dent, chủ tịch hội Alpine Club, đã đề xuất rằng có thể leo núi Everest trong cuốn sách của ông, Above the Snow Line

### Những cố gắng đầu tiên
Đường leo phía Bắc được phát hiện lần đầu bởi George Mallory và Guy Bullock trong cuộc thám hiểm British Reconnaissance lần đầu tiên vào năm 1921. Cuộc thám hiểm này không trang bị những công cụ cần thiết cho việc thực sự leo núi. Mallory là người dẫn đoàn đã leo đến North Col ở độ cao 7005m, từ đây ông cố gắng tìm đường lên đỉnh nhưng nhóm đã phải leo xuống do họ không được chuẩn bị kỹ càng cho thử thách này.
Sau đó 1 năm vào hành trình năm 1922, George Finn đã leo núi mà không dùng bình oxy. Tốc độ leo núi của ông nhanh 1 cách đáng kinh ngạc, 290m/h và đạt độ cao 8320m. Ông được xác nhận là người đầu tiên leo cao hơn 8000m, trong khi đó Mallory và Felix Norton thất bại trong việc chinh phục đỉnh lần thứ 2.
Chuyến leo núi sau đó được tổ chức vào năm 1924, hành trình đầu tiên của Mallory và Geoffrey Bruce đã bị hủy do điều kiện thời tiết khiến họ không thể leo lên Trại IV. Sau đó Norton và Somervell cố gắng leo lên đỉnh mà không dùng bình oxy và với thời tiết rất thuận lợi. Norton đã đạt đến độ cao 8550m, dù vậy ông chỉ lên được khoảng 30m trong giờ cuối cùng trước khi phải leo xuống. Còn Mallory đã trang bị bình oxy trong lần cố gắng thứ 3, đồng hành cùng là Andrew Irvine.
Vào 8 tháng 6 năm 1924, George Mallory và Andrew Irvine, hai người Anh, cố gắng trèo lên đỉnh núi nhưng họ đã không bao giờ quay trở lại. Ngày 1.5.1999,  Đoàn Nghiên cứu Thám hiểm Mallory và Irvine đã tìm ra xác của Mallory trên một sườn băng dưới mặt Bắc, phía tây của Trại IV. Nhiều tranh luận đã diễn ra gay gắt trong cộng đồng những nhà leo núi liệu là hai người đó đã leo đến đỉnh của thế giới, 29 năm trước khi chuyến leo lên đỉnh Everest thành công (và dĩ nhiên, xuống núi an toàn) bởi Sir Edmund Hillary và Tenzing Norgay vào năm 1953. Ý kiến chung giữa những nhà leo núi là họ (Mallory và Irvine) đã chưa leo đến đỉnh, trong khi những phát hiện mới đây chứng tỏ điều ngược lại. Mặc dù không có bằng chứng là một trong hai người nói trên đã lên quá Bậc thứ 2, nếu Mallory đã leo lên cao đến mức đó thì rất có thể là ông đã leo đến đỉnh, bởi không có khó khăn nào trong việc leo thêm cao một ít nữa. Lý thuyết được nhiều người chấp nhận là Mallory chỉ cố gắng trèo lên mặt của Bậc thứ 2 bằng cách đứng lên vai của Irvine. Được trang bị với bình oxy dự trữ của Irvine ông đã có thể leo đến đỉnh muộn hơn trong ngày hôm đó. Đi xuống trong bóng tối ông có thể quyết định đi theo hẻm núi Norton hơn là cố gắng trèo xuống từ Bậc thứ 2 mà không nhìn thấy gì cả. Tất cả mọi người đều đồng ý là Mallory đã tử nạn khi ngã trong lúc leo xuống thông qua hẻm núi, nơi xác ông ta được tìm thấy. Irvine có thể sống sót lâu hơn một chút khi chờ người bạn đồng hành quay lại, dưới chân của Bậc thứ 2, nhưng chết sau đó vì ở lâu ngoài trời băng tuyết. Xác của Irvine có lẽ được tìm thấy bởi một nhà leo núi Trung Quốc khác vào năm 1960 (ở nơi không gần xác của Mallory, chứng tỏ là hai người đã tách ra) nhưng đã không được phát hiện lần nào nữa, mặc cho một số cuộc tìm kiếm vào năm 2004.
Mallory đã đi khắp Hoa Kỳ và diễn thuyết một năm trước vào năm 1923; chính vào lúc đó đã trả lời (lúc phát cáu) một câu nổi tiếng, "Bởi vì nó ở đó," khi một phóng viên ở New York hỏi "Tại sao ông muốn leo lên đỉnh Everest?" cho đến lần thứ 1000.
Thông tin đầy đủ ở đây Mallory và Irvine: Chương cuối cùng bao gồm cả những quan điểm phê phán trái ngược.
Vào năm 1995, George Mallory II từ Cộng hoà Nam Phi (cháu nội) đã leo đến đỉnh Everest.

### 1933-1953
Vào năm 1933, Lady Houston, một triệu phú và một cựu vũ nữ, đã tài trợ cho chuyến bay Houston Everest năm 1933, một phi đội dẫn đầu bởi Douglas Douglas-Hamilton, Công tước Hamilton (lúc đó chỉ là Hầu tước Clydesdale), bay qua đỉnh núi trong cố gắng đặt một lá cờ Anh (the Union Jack) lên đỉnh núi.
Sau khi tham gia một chuyến bay trinh thám năm 1935, nhà leo núi thám hiểm Bill Tilman được chỉ định là trưởng một đoàn thám hiểm Everest vào năm 1938 với cố gắng leo lên phía sườn tây bắc. Họ đạt được độ cao trên 27.000 ft (8.200 m) mà không cần thêm oxy tiếp tế trước khi buộc phải xuống núi vì thời tiết xấu và bệnh tật.
Các đoàn thám hiểm trước đó đã leo lên núi từ phía Tây Tạng, theo mạn phía bắc. Tuy nhiên, cửa lên này đã bị đóng lại đối với những nhà thám hiểm phương Tây vào năm 1950, sau khi Trung Quốc xâm lược Tây Tạng. Tuy nhiên, vào năm 1950, Bill Tilman và một đoàn nhỏ bao gồm Charles Houston, Oscar Houston và Betsy Cowles tiến hành một cuộc thám hiểm nhỏ lên Everest thông qua Nepal theo một con đường mà bây giờ đã trở thành một cách tiếp cận đỉnh Everest quy chuẩn từ phía nam.

### Tenzing và Hillary
Trong năm 1951, một đoàn thám hiểm người Anh dẫn đầu bởi Eric Shipton và gồm cả Edmund Hillary, đi đến Nepal để thăm dò một con đường leo mới qua mặt phía nam.
Theo sau người Anh, vào năm 1952 một đoàn thám hiểm Thụy Sĩ cố gắng leo lên theo mặt phía nam, nhưng đội mở đường của Raymond Lambert và người Sherpa Tenzing Norgay đã quay lại ở độ cao chỉ khoảng 200 mét nữa là tới đỉnh núi. Những người Thụy Sĩ đã cố gắng thám hiểm một lần nữa và mùa thu năm 1952; lần này thì một đội gồm cả Lambert và Tenzing quay trở lại ở một giai đoạn sớm hơn của cuộc leo.
Vào năm 1953, một đoàn thám hiểm Anh lần thứ chín, dẫn đầu bởi John Hunt, quay trở lại Nepal. Hunt chọn ra hai cặp leo với cố gắng đạt lên tới đỉnh. Cặp thứ nhất quay lại sau khi kiệt sức cao trên núi. Ngày hôm sau, đoàn thám hiểm tiến hành lần leo thứ hai và cũng là lần cuối lên đỉnh với cặp leo kinh nghiệm và quyết tâm nhất. Đỉnh núi cuối cùng đã đạt được vào 11:30 am giờ địa phương vào ngày 29 tháng 5 năm 1953 bởi người New Zealand tên là Edmund Hillary và người Sherpa tên là Tenzing Norgay từ phía Nepal leo lên theo con đường phía nam South Col. Vào thời gian đó, cả hai thừa nhận rằng đó là một cố gắng tập thể bởi cả đoàn thám hiểm, nhưng sau nhiều tra hỏi không dứt, Tenzing một vài năm sau đó tiết lộ rằng Hillary đã đặt chân lên đỉnh trước tiên. Họ dừng lại trên đỉnh núi để chụp ảnh và chôn lại một vài viên kẹo và một thánh giá nhỏ vào tuyết trước khi xuống núi. Tin tức về sự thành công của đoàn thám hiểm đã lan về đến London vào buổi sáng Nữ hoàng Elizabeth II lên ngôi. Quay lại Kathmandu một vài ngày sau đó, Hillary và Hunt khám phá ra rằng họ vừa được tấn phong danh hiệu Hiệp sĩ cho sự cố gắng của họ.

### 1996 - thảm hoạ Everest
Trong mùa leo núi năm 1996 mười chín người đã chết vì cố gắng trèo lên đến đỉnh và cho năm đó là một năm chết người nhất trong lịch sử leo núi Everest. Ngày 10 tháng 5 năm đó là ngày chết chóc nhất trong lịch sử leo Everest, khi một cơn bão đập vào nhiều nhà leo núi ở gần đỉnh (trên bậc Hillary), giết đi tám người. Trong số những người tử nạn là những nhà leo núi kinh nghiệm Rob Hall và Scott Fischer, cả hai đều là những nhà thám hiểm được trả lương cao nhất để lên đến đỉnh. Thảm họa đã được biết đến rộng rãi trong công chúng và đặt ra những câu hỏi về việc thương mại hóa đỉnh Everest.

### Sự kiện
Vào ngày 16 tháng 5 năm 1975, Junko Tabei trở thành người phụ nữ đầu tiên đạt đến đỉnh núi Everest. Vào 25 tháng 5 năm 2001, Erik Weihenmayer trở thành người leo núi mù đầu tiên lên đỉnh.
Cho đến cuối mùa leo năm 2003, 1.919 người đã đạt đến đỉnh núi (829 người từ 1998) và 179 người tử nạn khi cố gắng trèo lên đỉnh. Điều kiện trên núi khắc nghiệt đến nỗi các xác người phải để lại nơi mà họ đã ngã xuống; một số xác có thể thấy được từ các đường leo quy chuẩn.
Hầu hết các đoàn thám hiểm sử dụng mặt nạ và bình đựng oxy () ở độ cao trên 26.000 ft (8.000 m); vùng này được biết đến như là vùng chết. Everest có thể được leo lên mà không cần thêm sự oxy hỗ trợ, nhưng điều này cần các huấn luyện thể lực đặc biệt và làm tăng rủi ro cho người leo. Con người không suy nghĩ minh mẫn với lượng oxy thấp, và tổng hợp các điều kiện thời tiết khắc nghiệt, nhiệt độ thấp, các dốc thẳng đứng đòi hỏi các quyết định nhanh chóng chính xác.
Các nhà leo núi là một nguồn thu lợi từ du lịch khá lớn cho Nepal; họ đủ các thành phần từ các nhà leo núi kinh nghiệm đến các người leo núi nghiệp dư dựa vào những người hướng dẫn thuê để dẫn họ lên đỉnh. Chính quyền Nepal cũng yêu cầu một giấy phép từ tất cả các nhà leo núi; giấy này kèm theo một khoảng lệ phí không nhỏ.
Khu vực đỉnh Everest, và dãy Himalaya nói chung, được cho là đang chịu đựng sự tan băng do ấm lên toàn cầu. Mùa mưa dữ dội vào mùa hè năm 2005 là nhất quán với sự tiếp tục nóng lên và việc nâng lồi lên của đồng bằng Tây Tạng về phía bắc.

## Các cột mốc thời gian
- 1921 Đoàn thám hiểm người Anh thám hiểm lối vượt qua tảng băng Rongbuk.
- 1922 Đoàn thám hiểm Anh thứ hai, dưới sự chỉ huy của Tướng CG Bruce và lãnh đạo leo núi EI Strutt, và gồm cả George Mallory. George Finch cố gắng leo lên đỉnh lần đầu tiên sử dụng bình oxy, và đạt được độ cao kỉ lục 8.321 mét. Chỉ một lúc sau, bảy nhà leo núi người Sherpa tử nạn trong một vụ tuyết lở, trở thành những cái chết đầu tiên được báo cáo trên Everest.
- 1924 Đoàn thám hiểm Anh thứ ba đạt đến độ cao 8.500 mét. Vào 6 tháng 6, George Mallory và Andrew Irvine leo lên cố gắng đạt đến đỉnh nhưng lạc mất sau khi những đám mây khép lại. Một người chứng kiến đã nói rằng ông thấy họ gần đến đỉnh.
- 1933 Lady Houston cấp tiếp cho một phi đội bay qua đỉnh để thả xuống một lá cờ liên hiệp Anh.
- 1934 Maurice Wilson (người Anh) tử nạn trong cố gắng leo lên một mình.
- 1938 Nhà thám hiểm leo núi Bill Tilman (Anh) dẫn đầu một đoàn thám hiểm theo sườn tây bắc, đạt được độ cao trên 8.200 meters (27.000 ft) không cần oxygen trước khi bị đẩy xuống vì thời tiết xấu.
- 1950 Nepal mở cửa biên giới cho người nước ngoài. Bill Tilman và Charles Houston tổ chức một cuộc thám hiểm do thám lên Everest.
- 1952 Một đoàn thám hiểm Thụy Sĩ, bao gồm cả Sherpa Tenzing Norgay bỏ cuộc vì kiệt sức, 200 mét nữa là đến đỉnh.
- 1953 Đỉnh được đạt đến lần đầu tiên (trong lịch sử có ghi lại) vào lúc 11:30 am ngày 29 tháng 5 bởi người New Zealand Sir Edmund Hillary và người Sherpa tên Tenzing Norgay từ Nepal leo theo đường South Col.
- 1960 Vào 25 tháng 5, một đội Trung Quốc bao gồm Wang Fuzhou, Gongbu và Qu Yinhua leo lên đỉnh lần đầu tiên theo Sườn Bắc.
- 1963 Vào 22 tháng 5, hai người Mỹ là Tom Hornbein và Willi Unsoeld leo lên lần đầu tiên theo Sườn Tây.
- 1963 Băng ngang lần đầu tiên bởi một đoàn thám hiểm Mỹ, bắt đầu leo từ phía đông và hạ xuống phía tây nam.
- 1965 Vào 20 tháng 5, Nawang Gombu Sherpa trở thành người đầu tiên trèo lên đỉnh Everest hai lần.
- 1975 Vào 16 tháng 5, Junko Tabei người Nhật là phụ nữ  đầu tiên trên đỉnh núi.
- 1975 Vào 27 tháng 5, một phụ nữ Tibet, Phantog, trở thành người phụ nữ đầu tiên leo lên đỉnh từ phía Tibet.
- 1975 Đoàn thám hiểm phía tây nam người Anh dẫn đầu bởi Chris Bonington. Đạt lên đỉnh bởi 2 đội bao gồm Doug Scott, Dougal Haston, Peter Boardman, và Sirdar Pertemba. Phóng viên ảnh BBC Michael Burke không quay lại từ một cố gắng leo lên một mình.
- 1978 Reinhold Messner (Ý, South Tyrol) và Peter Habeler (Áo) đạt đến đỉnh mà không cần bình oxy.
- 1980 Đoàn thám hiểm đầu tiên trong mùa đông bởi một đội từ Ba Lan (Leszek Cichy, Krzysztof Wielicki, Andrzej Czok và Jerzy Kukuczka).
- 1980 Reinhold Messner (Ý, South Tyrol), người đầu tiên leo lên Everest một mình mà không cần bình oxy.
- 1982 Vào 5 tháng 10, Laurie Skreslet trở thành người Canada đầu tiên đạt đến đỉnh.
- 1983 Lou Reichardt, Kim Momb, và Carlos Buhler Mỹ trở thành những người đầu tiên lên đỉnh theo mặt phía Đông.
- 1984 Đoàn thám hiểm Úc đầu tiên leo lên Everest. Đoàn thám hiểm bao gồm Tim Macartney-Snape, Greg Mortimer, Andy Henderson và Lincoln Hall, hai người trong họ (Macartney Snape và Mortimer) đạt lên đến đỉnh. Được biết rằng nếu như Hall cố gắng leo đến đỉnh, nguyên cả đoàn sẽ tử nạn trên đỉnh núi.
- 1988 Jean-Marc Boivin của Pháp bắt đầu bằng một paraglider từ đỉnh núi.
- 1988 Stephen Venables của Anh trở thành người Anh đầu tiên đạt đến đỉnh mà không cần đến bình oxygen. Anh mở ra một con đường leo mới qua mặt phía Đông Kangshung.
- 1990 Bertrand "Zebulon" Roche của Pháp trở thành người phương tây trẻ tuổi nhất leo lên Everest, ở tuổi 17.
- 1991 Gabriel DeLeon trở thành người Mỹ pha chủng (mixed-race American) đầu tiên lên Đỉnh Everest. Không may, anh tử nạn chỉ sau 1.000 ft trên đường hạ xuống.
- 1993 Chín mươi nhà leo núi chỉ trong mùa thu, sự thương mại hóa của việc "leo lên Everest" bắt đầu.
- 1993 Ramon Blanco của Tây Ban Nha trở thành người cao tuổi nhất đạt lên đỉnh núi lúc 60 years, 160 ngày (kỉ lục bị phá năm 2001).
- 1995 Alison Hargreaves trở thành phụ nữ đầu tiên leo lên Everest một mình không cần bình oxygen.
- 1996 Hans Kammerlander (Ý, South Tyrol) leo lên núi từ phía bắc trong 16 giờ 45 phút và trở lại bằng cách trượt xuống.
- 1996 Göran Kropp của Thụy Điển trở thành người đầu tiên đi xe đạp nguyên chặng đường từ Thụy Điển đến núi, đem xe lên núi không cần bình oxy, và sau đó đạp xe về lại nhà.
- 1997 Veikka Gustafsson của Phần Lan trở thành người Phần Lan đầu tiên leo đến đỉnh mà không cần bình oxygen.
- 1998 Tom Whittaker là người tàn tật đầu tiên lên đến đỉnh núi.
- 1998 Bear Grylls trở thành người Anh trẻ nhất leo lên Everest và trở lại còn sống.
- 1999 Người Sherpa tên Babu Chiri Sherpa của Nepal ở 21 giờ trên đỉnh núi.
- 2000 Vào 7 tháng 10 Davo Karničar từ Slovenia trượt tuyết xuống một mạch từ đỉnh đến trại nền trong năm tiếng đồng hồ.
- 2001 Vào 23 tháng 5 nhà leo núi 32 tuổi người Guatemala tên Jaime Viñals trở thành người Trung Mỹ đầu tiên leo lên Everest và là người Mỹ Latin thứ hai đạt được điều đó, cùng với nhà leo núi Mỹ tên Andy Lapkass dọc theo Sườn Bắc của Everest.
- 2001 Vào 24 tháng 5 người Sherpa tên Temba Tsheri 15 tuổi trở thành người trẻ tuổi nhất leo lên Everest.
- 2001 Vào 24 tháng 5 22 tuổi Marco Siffredi của Pháp trở thành người đầu tiên hạ xuống từ Everest bằng bảng trượt tuyết. Lưu trữ ngày 5 tháng 5 năm 2006 tại Wayback Machine
- 2001 Vào 25 tháng 5, 32 tuổi Erik Weihenmayer, từ Boulder, Colorado, trở thành người mù đầu tiên lên đến đỉnh.
- 2001 Cùng ngày 64 tuổi Sherman Bull, của New Canaan, Connecticut, trở thành người cao tuổi nhất đạt đến đỉnh.
- 2001 Cùng ngày, 19 đạt đến đỉnh, vượt qua con số 10 người trước đó. Tất cả đều sống sót.
- 2002 Atsushi Yamada, sinh viên 23 tuổi người Nhật đã trở thành người trẻ nhất đạt đến 7 đỉnh núi cao nhất thế giới. Tháng 5 năm đó, anh đã leo lên Everest, mang theo máy tính IBM ThinkPad suốt cuộc hành trình
- 2003 Vào 21 tháng 5, 21 tuổi Jess Roskelley, của Spokane, Washington, trở thành người Mỹ trẻ nhất leo lên Everest, thông qua đường theo sườn Bắc-Đông Bắc.
- 2003 Vào 22 tháng 5, 23 tuổi Ben Clark, từ Clarksville, Tennessee, là người Mỹ trẻ thừ nhì lên Everest, theo sườn Bắc-Đông bắc.
- 2003 Yuichiro Miura trở thành người cao tuổi nhất đạt đến đỉnh Everest. Ông 70 tuổi và 222 ngày khi đạt đến đỉnh (vào ngày 22 tháng 5).
- 2003 25 tuổi người Nepal Sherpa, Pemba Dorjie, lập kỉ lục leo lên nhanh nhất trong 12 giờ 45 phút vào 23 tháng 5.
- 2003 Chỉ 3 ngày sau đó, Sherpa Lakpa Gelu phá kỉ lục này với 10 giờ 56 phút. Sau khi cãi nhau với Dorjie, bộ du lịch khẳng định kỉ lục mới của Gelu vào tháng 7 .
- 2004 Pemba Dorjie phá kỉ lục của anh, lần leo lên này mất 8 giờ 10 phút vào 21 tháng 5 .
- 2005 Apa Sherpa từ Thame leo lên đỉnh lần thứ 15.
- 2005 Nhà nước Trung Quốc bảo trợ một đoàn đo đạc với 24 thành viên đạt lên đỉnh vào 22 tháng 5 để neo các thiết bị đo cho việc đo lại độ cao của đỉnh. GPS, các radar mặt đất, cũng như các phương pháp truyền thống được sử dụng để xem xét độ dày của băng tuyết và so sánh với các số liệu lịch sử .
- 2005. Vào 14 tháng 5, một trực thăng của Eurocopter bay lên đỉnh lần đầu tiên. Nó đã đáp xuống nhưng sau đó phi công nói với chính quyền Nepal là điểm đáp thực ra 3.300 feet (1.000 m) bên dưới đỉnh núi  Lưu trữ ngày 26 tháng 4 năm 2006 tại Wayback Machine.
- 2005 Moni Mulepati và Pemba Dorjie cưới nhau trên đỉnh núi.
- 2006 Lakpa Tharke Sherpa đã lập nên một kỷ lục kỳ quái: cởi bỏ áo quần, khỏa thân 3 phút trên đỉnh Everest mà không biết rằng anh này đã bị chỉ trích vì đã làm ô uế ngọn núi linh thiêng.
- 2007 Katsusuke Yanagisawa trở thành người cao tuổi nhất (71) leo lên đỉnh Everest.
- 2007 Rob Baber lập kỷ lục về việc gọi điện và gửi tin nhắn thành công bằng chiếc ĐTDĐ Motorola Z8 từ trên đỉnh Everest.
- 2008 ngày 22 tháng 5 Bùi Văn Ngợi, Phan Thanh Nhiên, Nguyễn Mậu Linh là 3 vận động viên Việt Nam đầu tiên đã đạt được đỉnh Everest;[6] ngày 26 tháng 5 Min Bahadur Sherchan đã vượt qua cụ già người Nhật để trở thành người nhiều tuổi nhất (76) đạt đến đỉnh.
- 2010 ngày 21 tháng 5 Apa Sherpa là người trèo lên Everest nhiều lần nhất với 20 lần.
- 2010 ngày 22 tháng 5 Jordan Romero, người Mỹ, đã là người trẻ nhất chinh phục Everest khi anh 13 tuổi.

## Hình ảnh

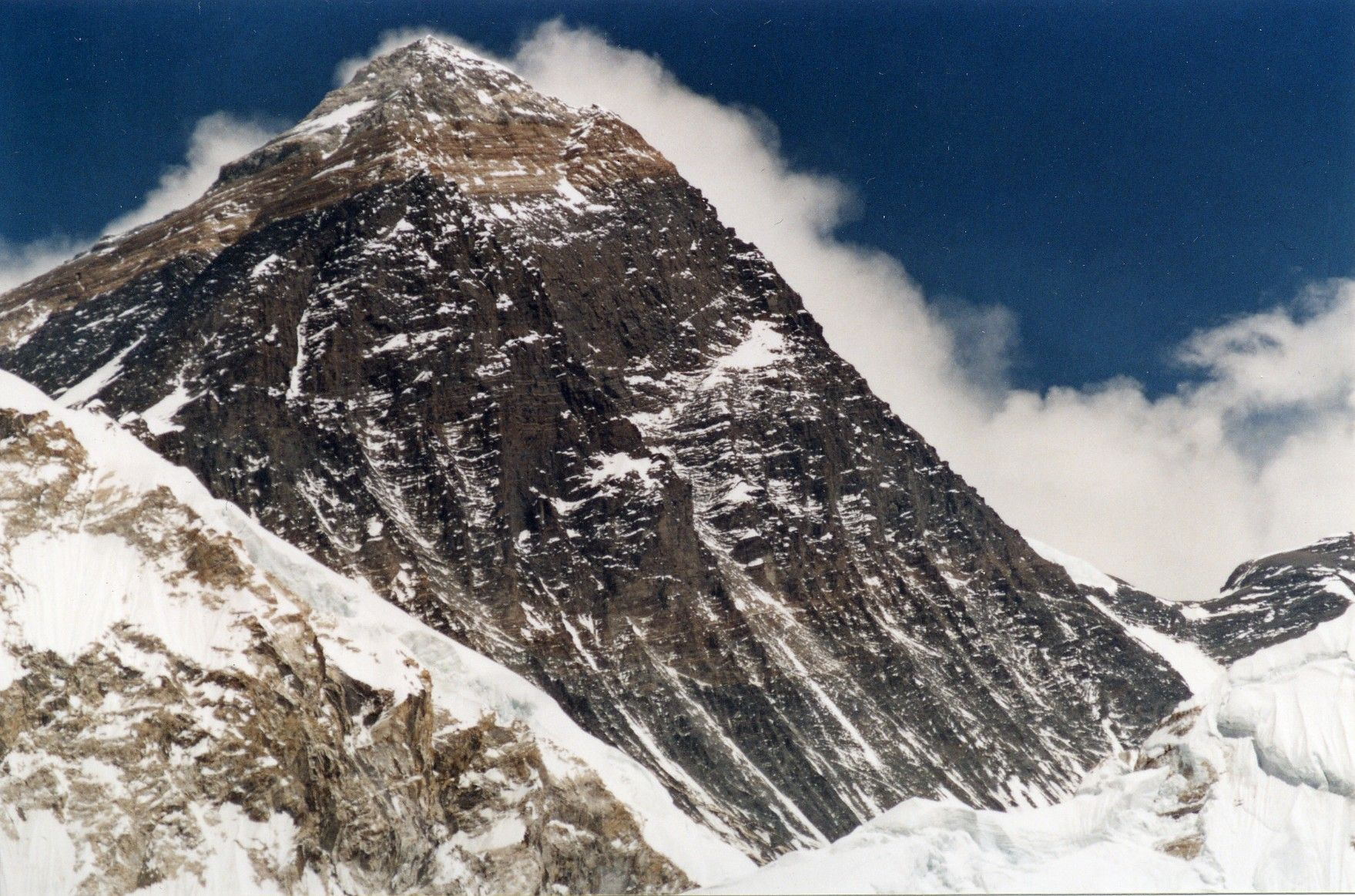
Núi Everest nhìn từ Kalar Patar
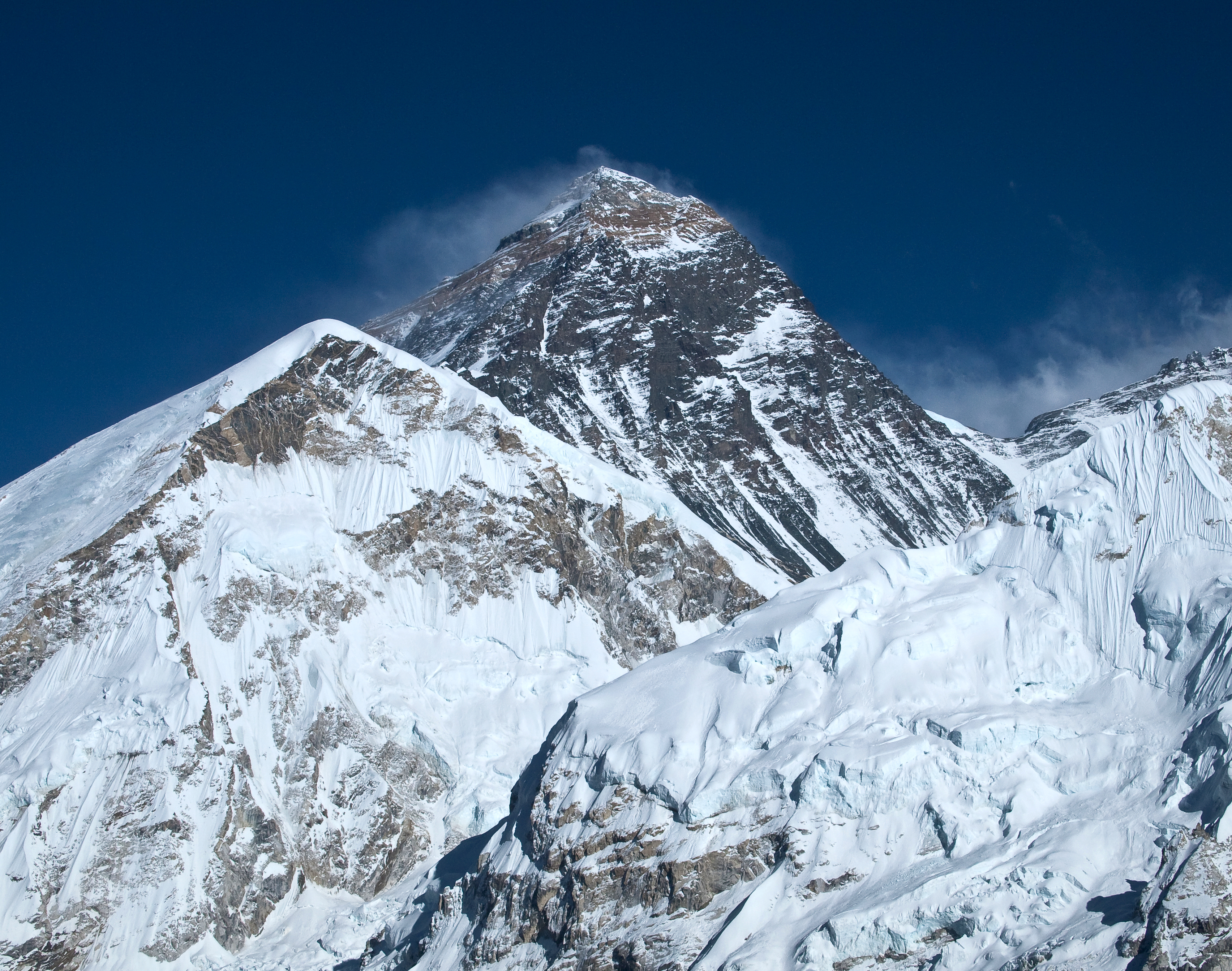
Núi Everest nhìn từ Kalar Patar
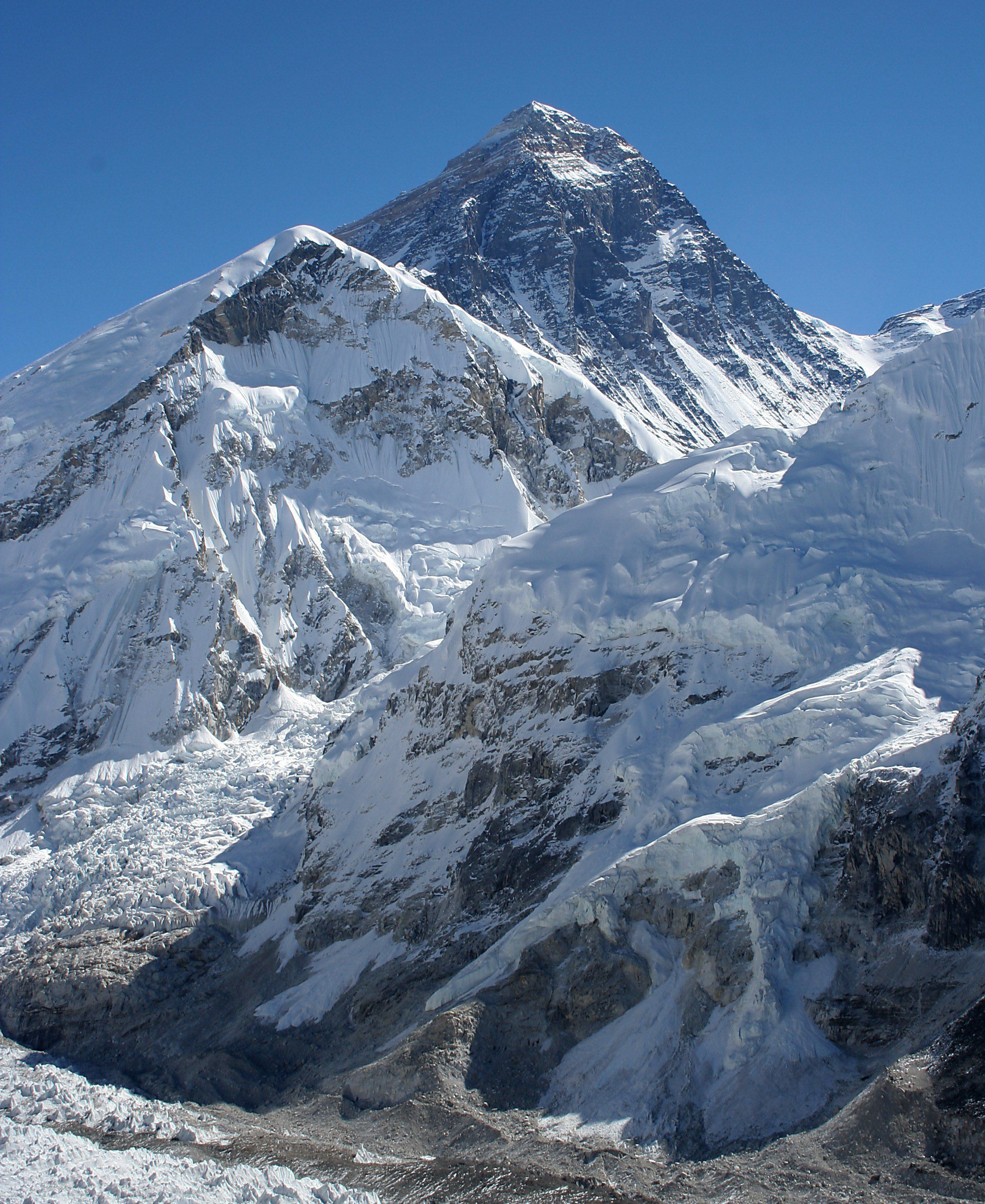
Tương tự, nhưng bị cắt nhỏ
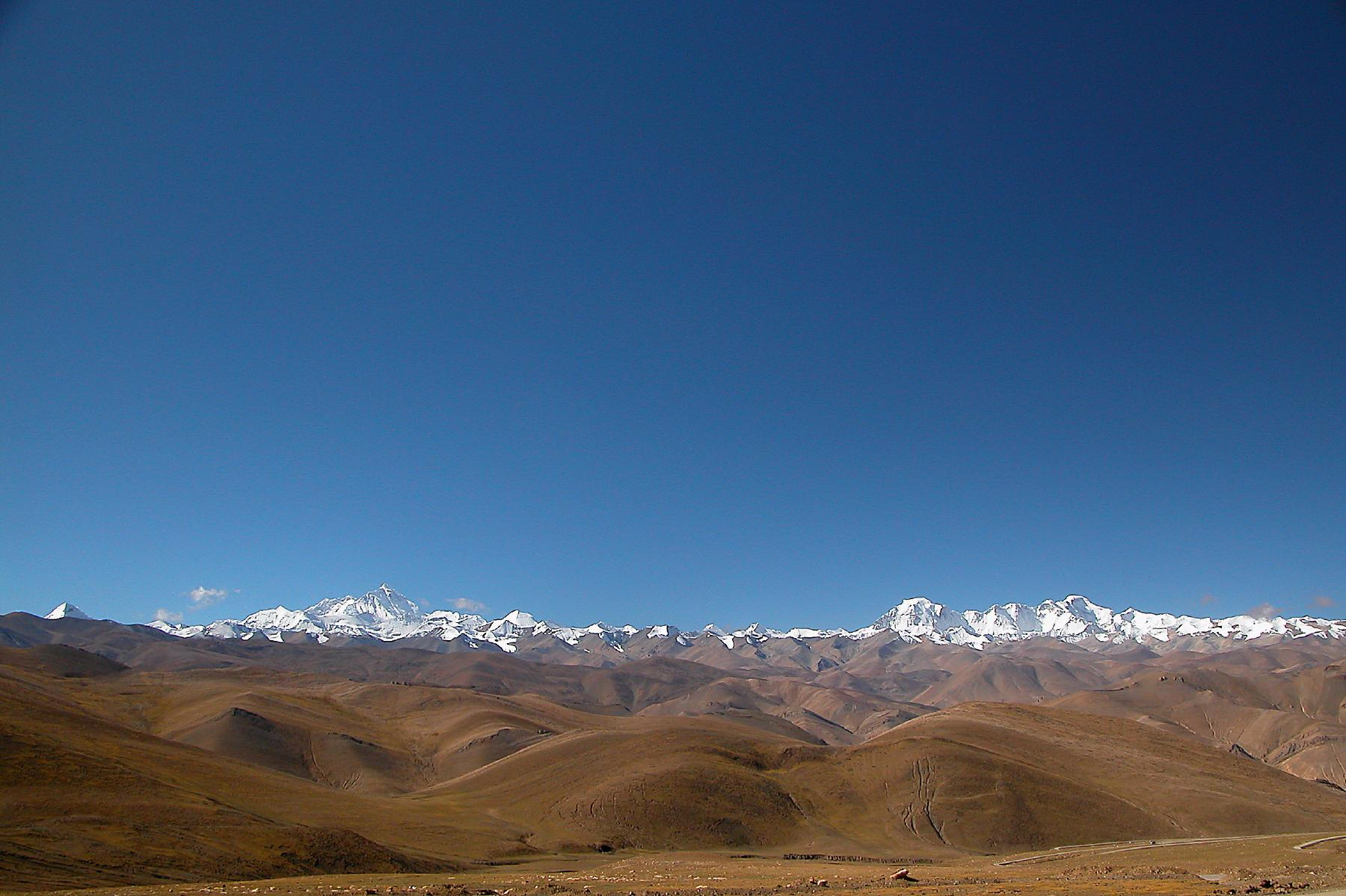
Everest nhìn từ Tây Tạng
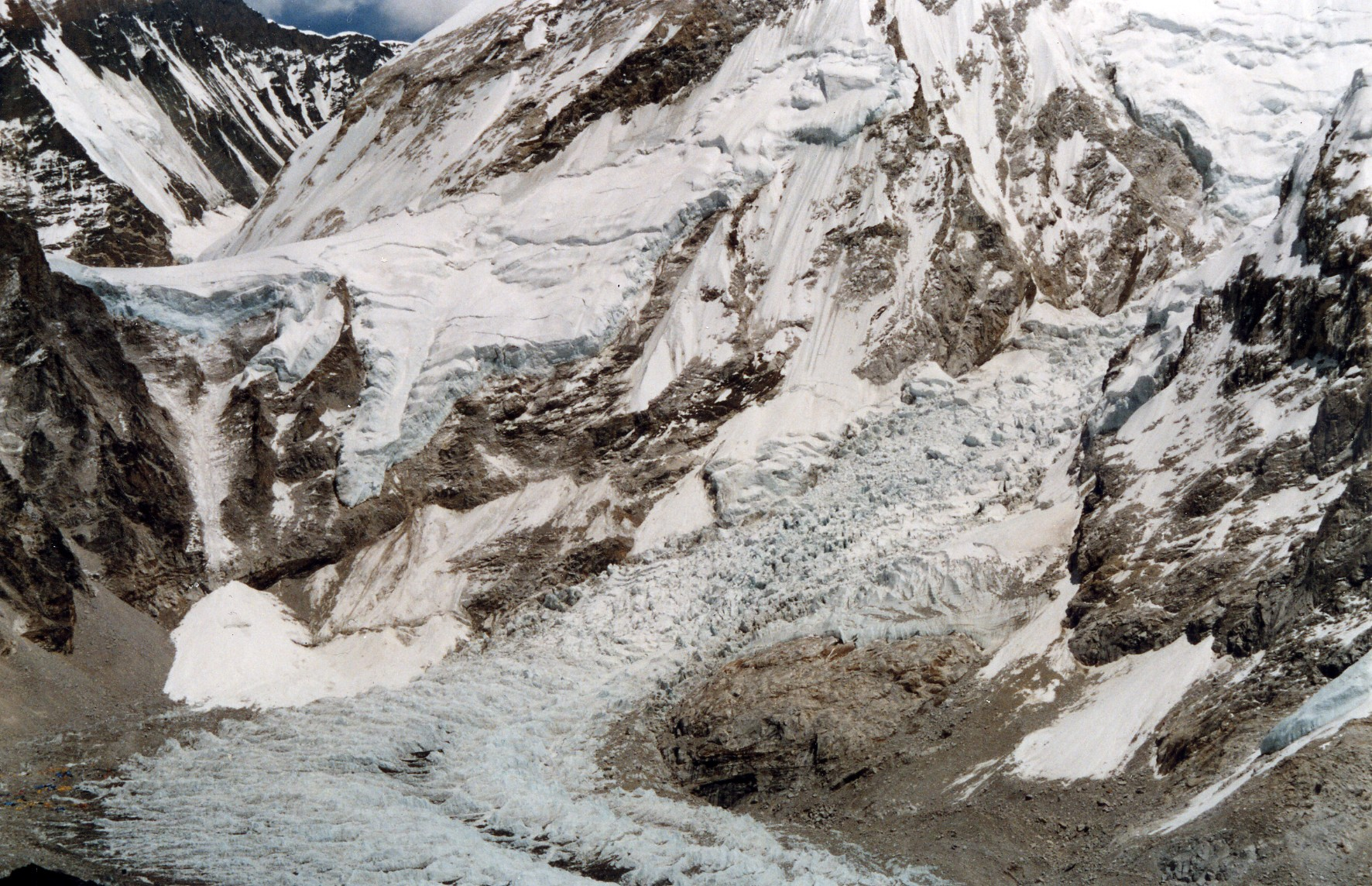
Everest Base Camp (Nepal) nhìn từ Kalar Patar
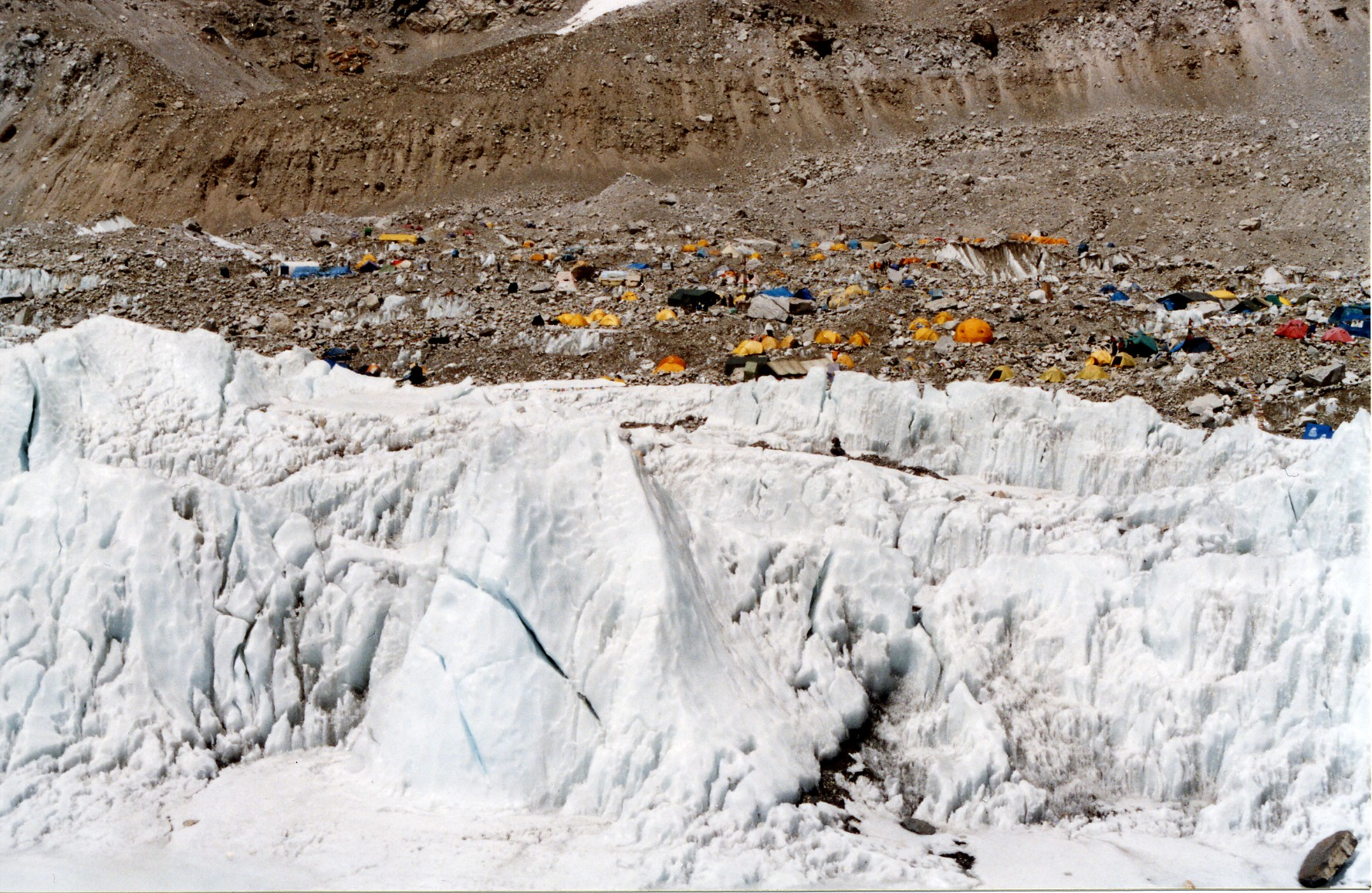
Everest Base Camp (Nepal) từ thác băng Khumbu
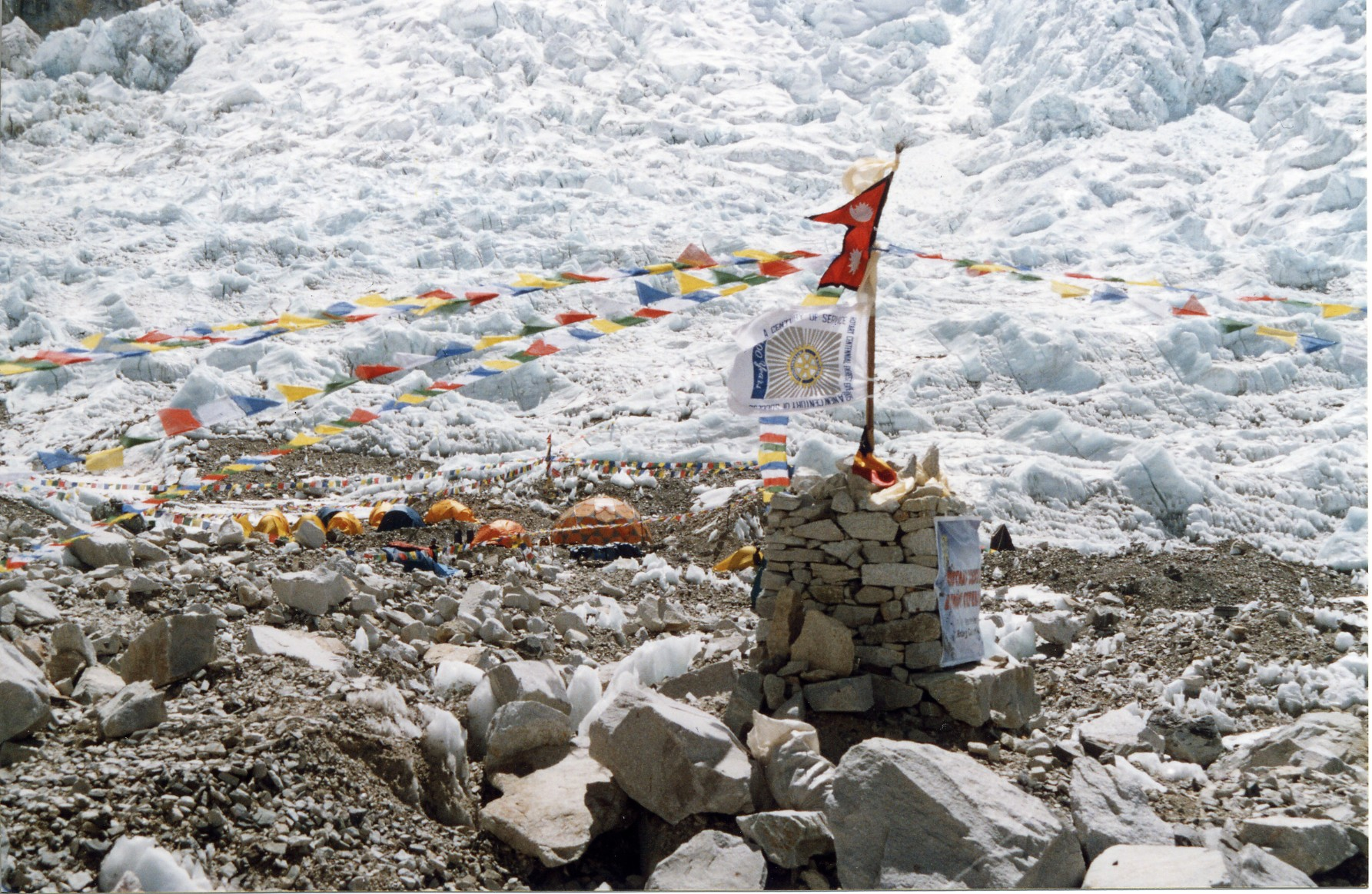
Stupa tại EBC (Nepal)
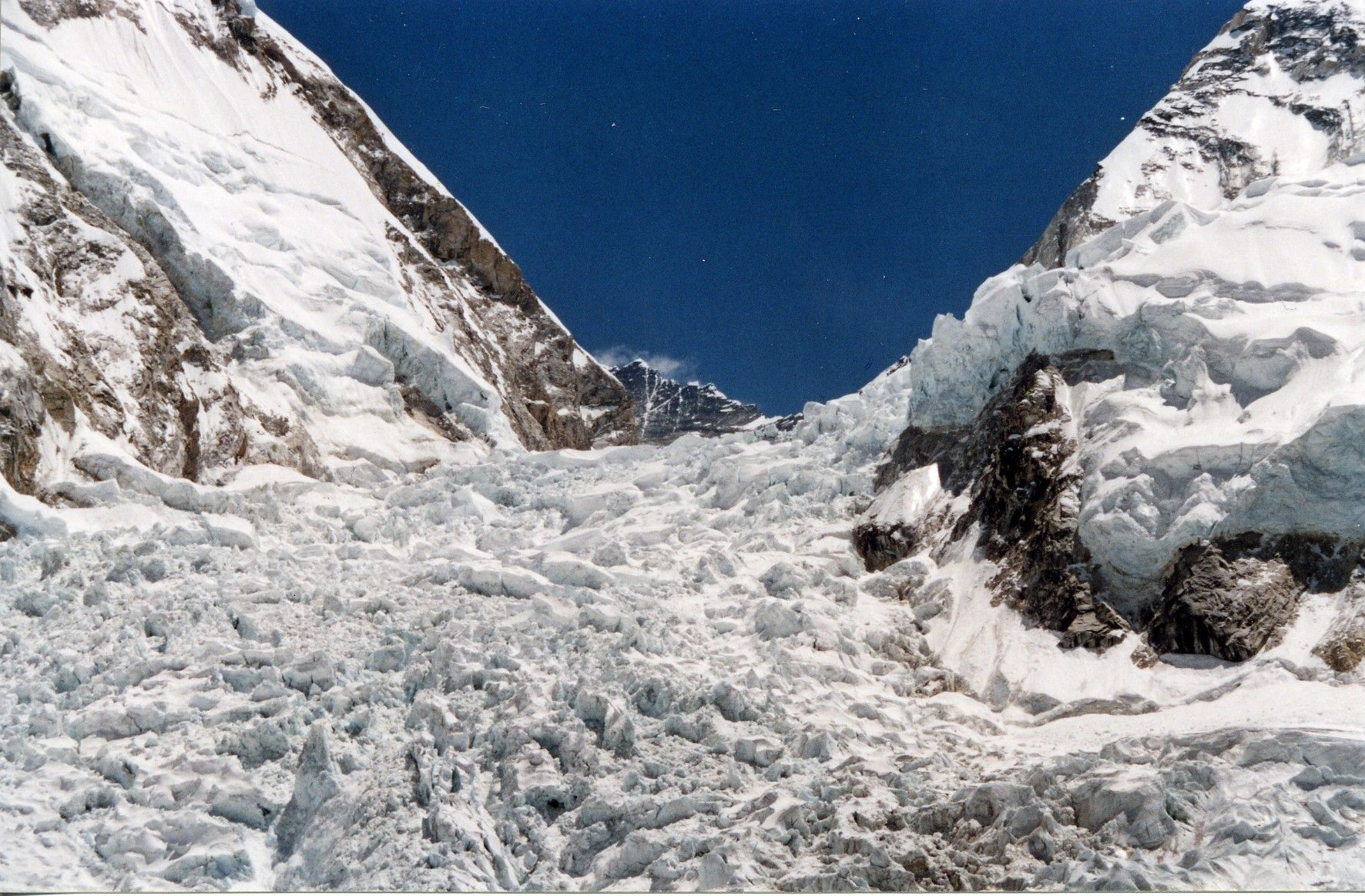
Thác băng Khumbu
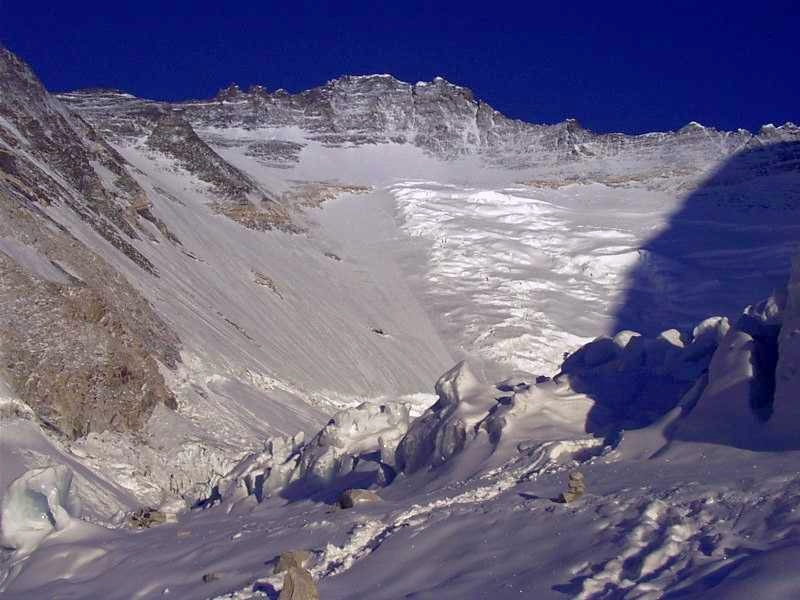
Tây Cwm và Lhotse
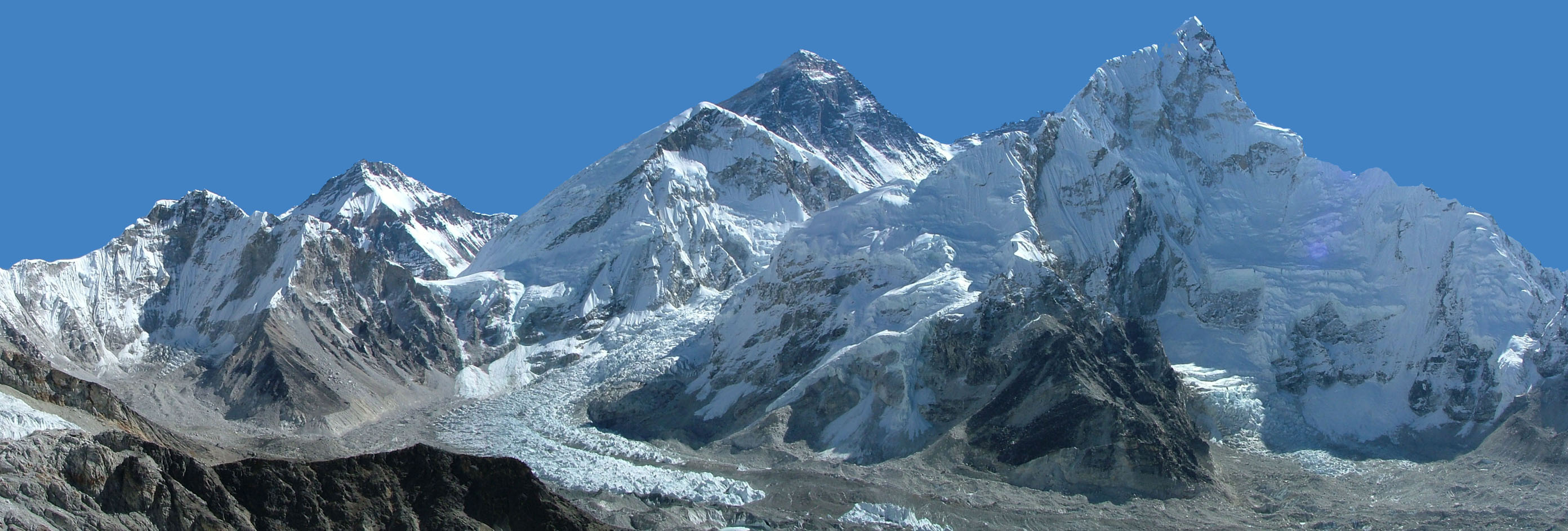
Cảnh tầm rộng nhìn từ Kala Patthar
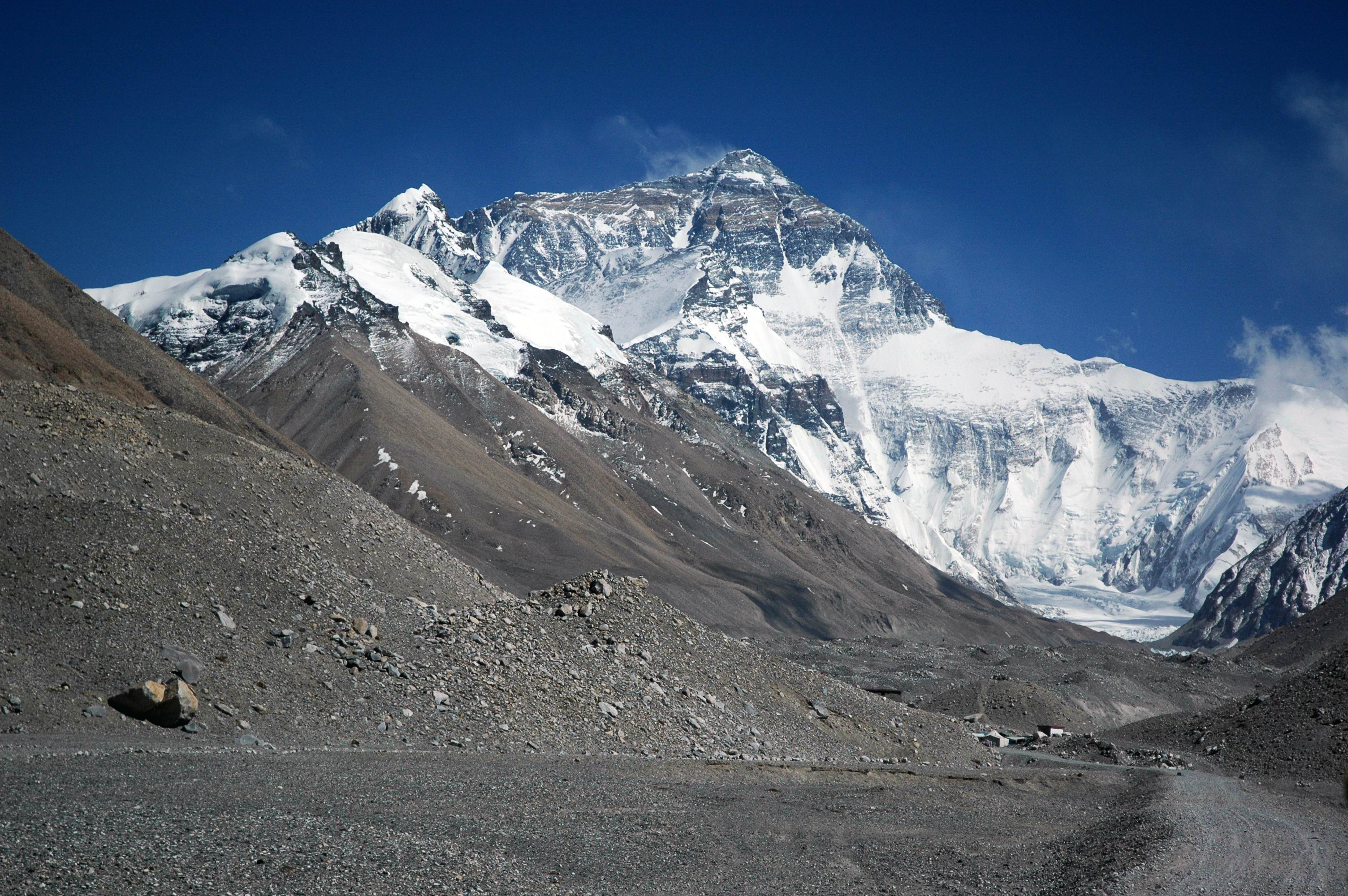
Quang cảnh núi Everest nhìn từ Rongbuk Monastery
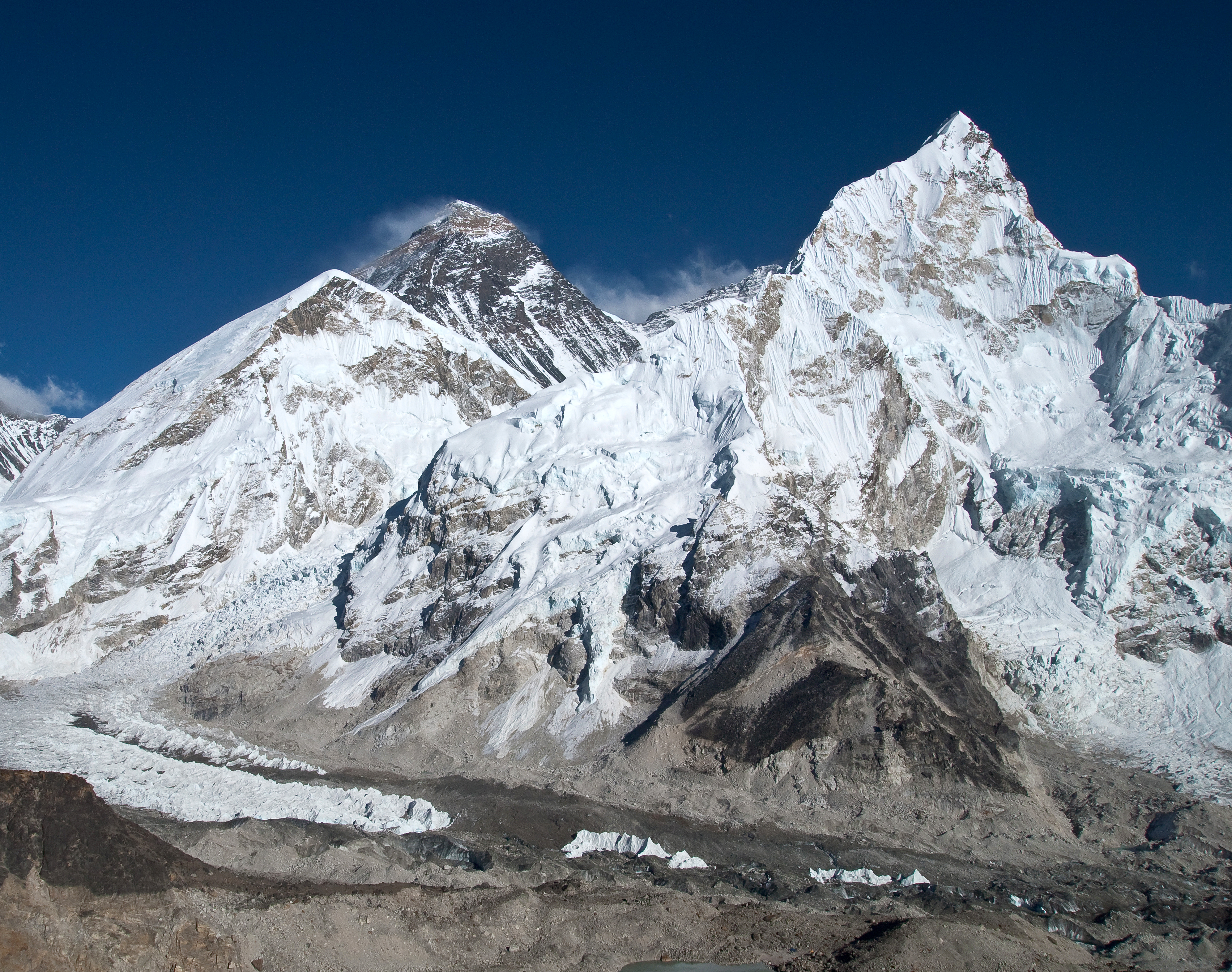
Núi Everest và Nubtse từ Kalapatthar